# Marais de l'Enfer et roselières de Saint-Jorioz
Le marais de l'Enfer et les roselières de Saint-Jorioz sont un ensemble de zones humides, de littoral et de rivages lacustres situés à Saint-Jorioz, sur les rives du lac d'Annecy, en Haute-Savoie (France). Cet espace est répertorié et protégé par plusieurs classements et mesures pour son intérêt comme patrimoine naturel. Il abrite par ailleurs un site palafittique préhistorique (vestiges d'habitat lacustre).

## Situation géographique
Le marais de l’Enfer s'étend sur 23 hectares sur les rives ouest du lac d'Annecy et au pied du Semnoz, sur la commune de Saint-Jorioz, dans le département de la Haute-Savoie.

## Protection
Les protections, classements et labels portant sur tout ou partie de cet espace sont :
- deux arrêtés préfectoraux de protection de biotope pour le marais de l'Enfer[1] ainsi que pour les roselières du lac d'Annecy[2],[3],[4] ;
- une Zone naturelle d'intérêt écologique, faunistique et floristique (ZNIEFF) Marais de l'Enfer[5]. ;
- une zone de protection du réseau Natura 2000 dite « Cluse du Lac d'Annecy » qui réunit cet espace et trois autres sites voisins[6].
- une inscription sur la Liste du patrimoine mondial de l'UNESCO du 27 juin 2011 au sein de l'ensemble des sites palafittiques préhistoriques autour des Alpes regroupant 111 sites lacustres du Néolithique[7].

## Site naturel

### Faune
Le marais de Saint-Jorioz accueille une grande variété de fauvettes aquatiques et des marais (parmi lesquelles la rousserolle effarvatte, la rousserolle turdoïde ou la locustelle tachetée) et est également l'habitat du castor d'Europe, réintroduit dans la région à partir de 1979.

### Flore
Le site accueille plusieurs plantes protégées, telles les orchidées avec la gentiane pneumonanthe ou le liparis de Loesel.

## Site préhistorique

### Chronologie
Le site du marais de l’Enfer date de la période du Néolithique moyen, de 3791 à 3183 av. J.-C., dates extrêmes de l'abattage des arbres trouvés sur le site, telles que calculées par la dendrochronologie.

### Vestiges
Les vestiges trouvés lors des premières fouilles sont des pierres et des poteries du Chasséen, et dans une moindre mesure de la culture de Cortaillod, en Suisse romande, indiquant certains liens culturels entre les différentes régions alpines (le lac Léman notamment).
Le site est considéré comme le plus ancien du lac d'Annecy à contenir un niveau organique conservé en stratigraphie.